# Cassieae
Cassieae je bývalý tribus čeledi bobovitých, který byl řazen do podčeledi Caesalpinioideae. Při reorganizaci této parafyletické podčeledi byly rody tohoto tribu rozčleněny do celkem 3 samostatných podčeledí.
Tribus zahrnoval 21 rodů a přes 700 druhů a je rozšířen v tropech a subtropech celého světa. Jsou to byliny a dřeviny se zpeřenými listy a často s nápadnými květy. Některé druhy jsou pěstovány v tropech a subtropech jako okrasné rostliny a mají využití i v medicíně.

## Popis
Zástupci tribu Cassieae jsou dřeviny i byliny. Listy jsou nejčastěji lichozpeřené nebo sudozpeřené, výjimečně dvakrát zpeřené. Rostliny mohou být jednodomé nebo dvoudomé, s jednopohlavnými nebo oboupohlavnými květy. Květy jsou pravidelné nebo dvoustranně souměrné. V květech je miskovité receptákulum. Kalich je nejčastěji složen ze 4 až 5 lístků. Koruna je tvořena nejčastěji 5 lístky, řidčeji jsou korunní lístky jen 3 nebo mohou zcela chybět. Tyčinek je různý počet, někdy bývají přítomna i staminodia. V semeníku jsou 2 až mnoho vajíček.

## Rozšíření
Tribus Cassieae zahrnoval 21 rodů a asi 730 druhů. Je rozšířen v tropech a subtropech celého světa.

## Taxonomie
Tribus Cassieae byl v rámci taxonomie bobovitých součástí podčeledi Caesalpinioideae. Ta byla shledána parafyletickou a v komplexní fylogenetické studii vydané v roce 2017 byla reorganizována. Rody tribu Cassieae byly rozčleněny do celkem 3 podčeledí. Blízce příbuzné rody Cassia, Senna a Chamaecrista se ocitly v podčeledi Caesalpinioideae, monotypický rod Duparquetia byl zařazen do samostatné podčeledi Duparquetioideae a zbývající rody se ocitly v podčeledi Dialioideae.

## Význam
Některé druhy zejména z rodů kasie (Cassia) a sena (Senna) jsou v tropech pěstovány jako okrasné rostliny. Oba rody jsou také využívány v medicíně, podobně jako Chamaecrista.

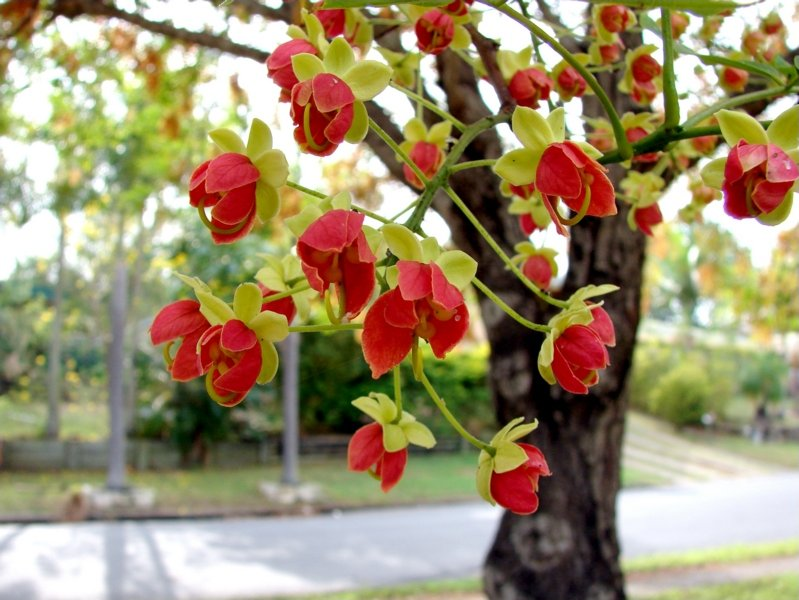
Květenství kasie Cassia brewsteri
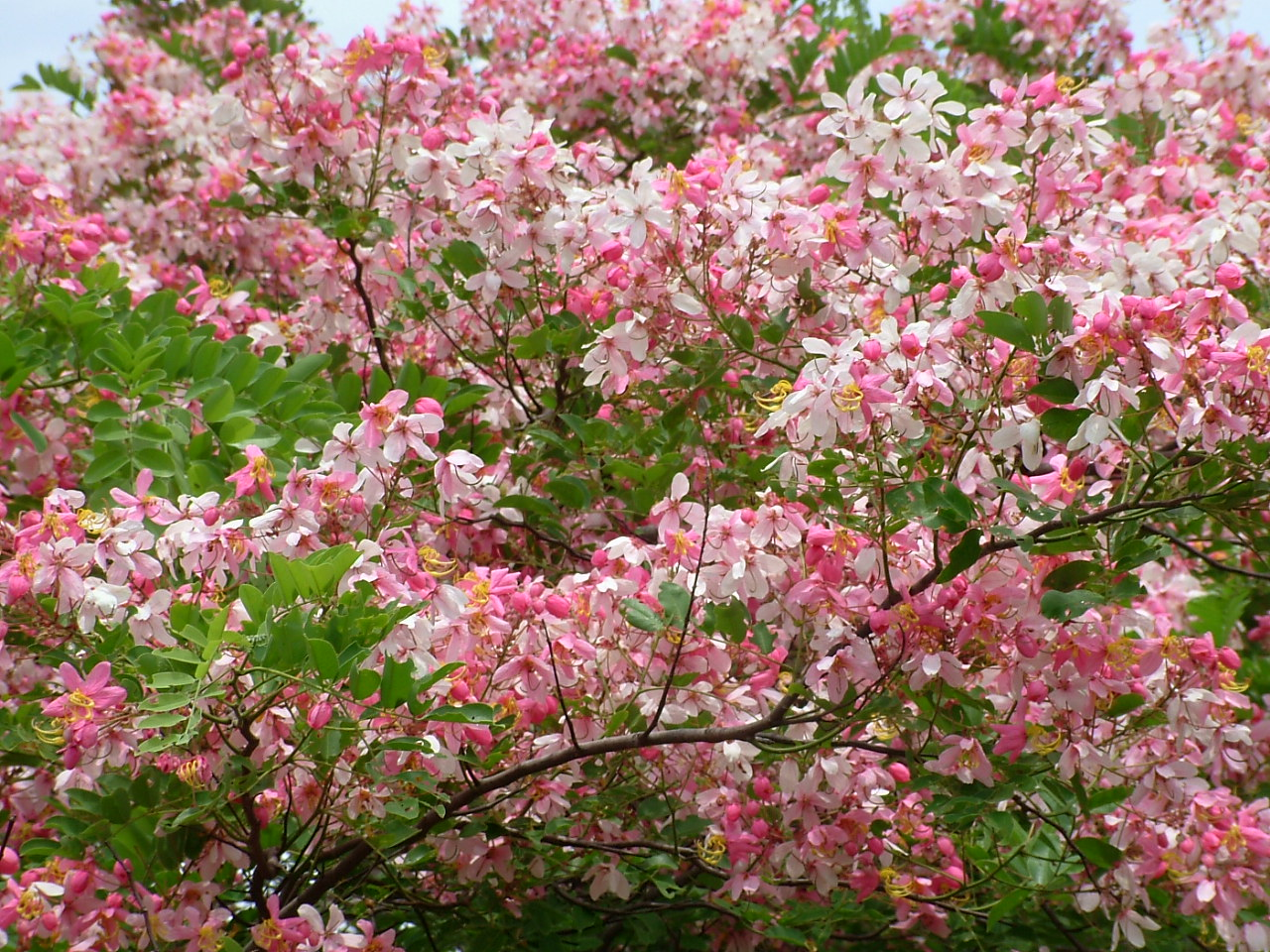
Rozkvetlá kasie Cassia javanica
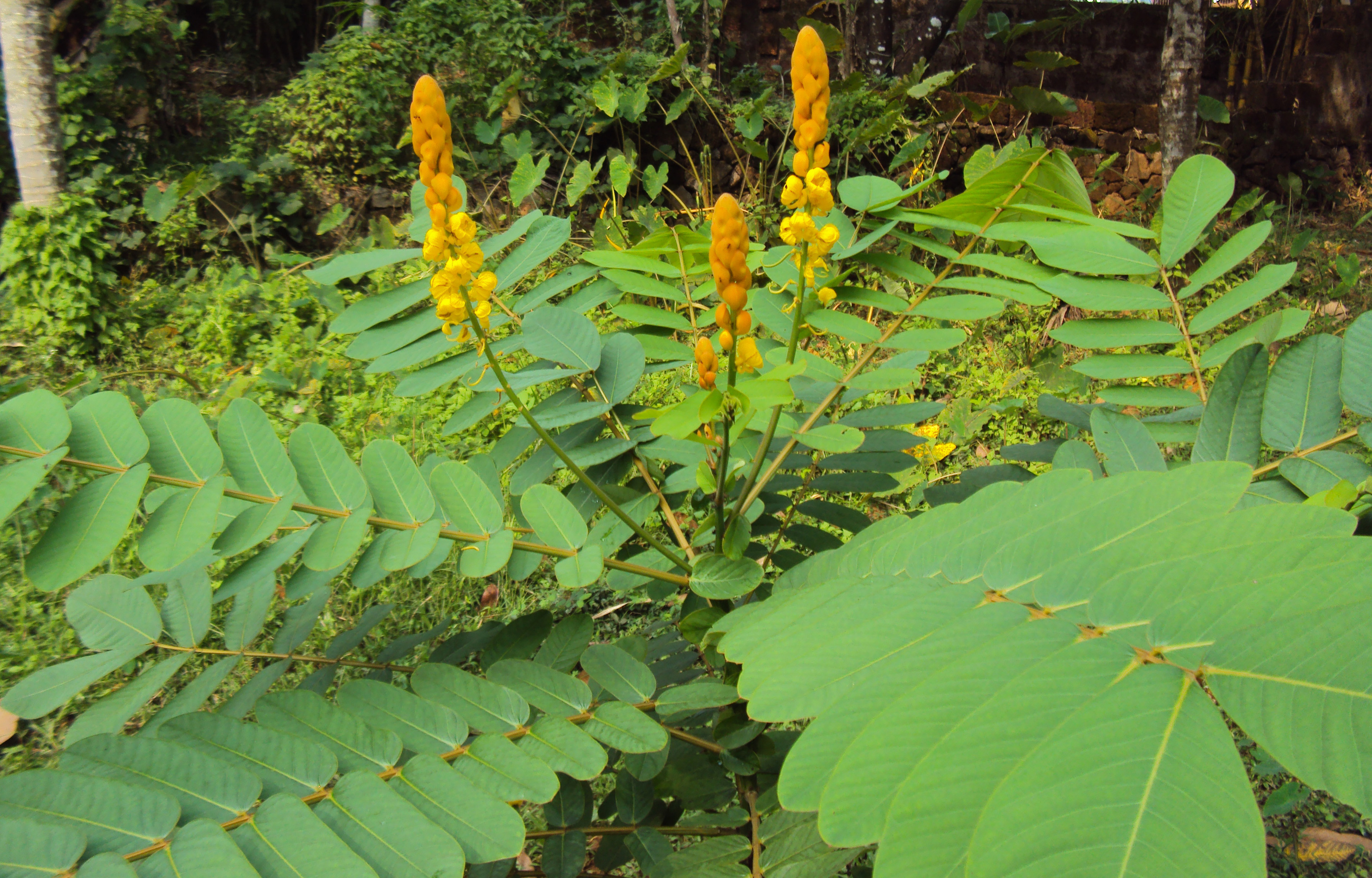
Rozkvetlá sena Senna alata

## Přehled rodů bývalého tribuCassieae
Androcalymma,
Apuleia,
Baudouinia,
Cassia,
Chamaecrista,
Dialium,
Dicorynia,
Distemonanthus,
Duparquetia,
Eligmocarpus,
Kalappia,
Koompassia,
Labichea,
Martiodendron,
Mendoravia,
Petalostylis,
Poeppigia,
Senna,
Storckiella,
Uittienia,
Zenia